# Окуляри для спостереження Сонця

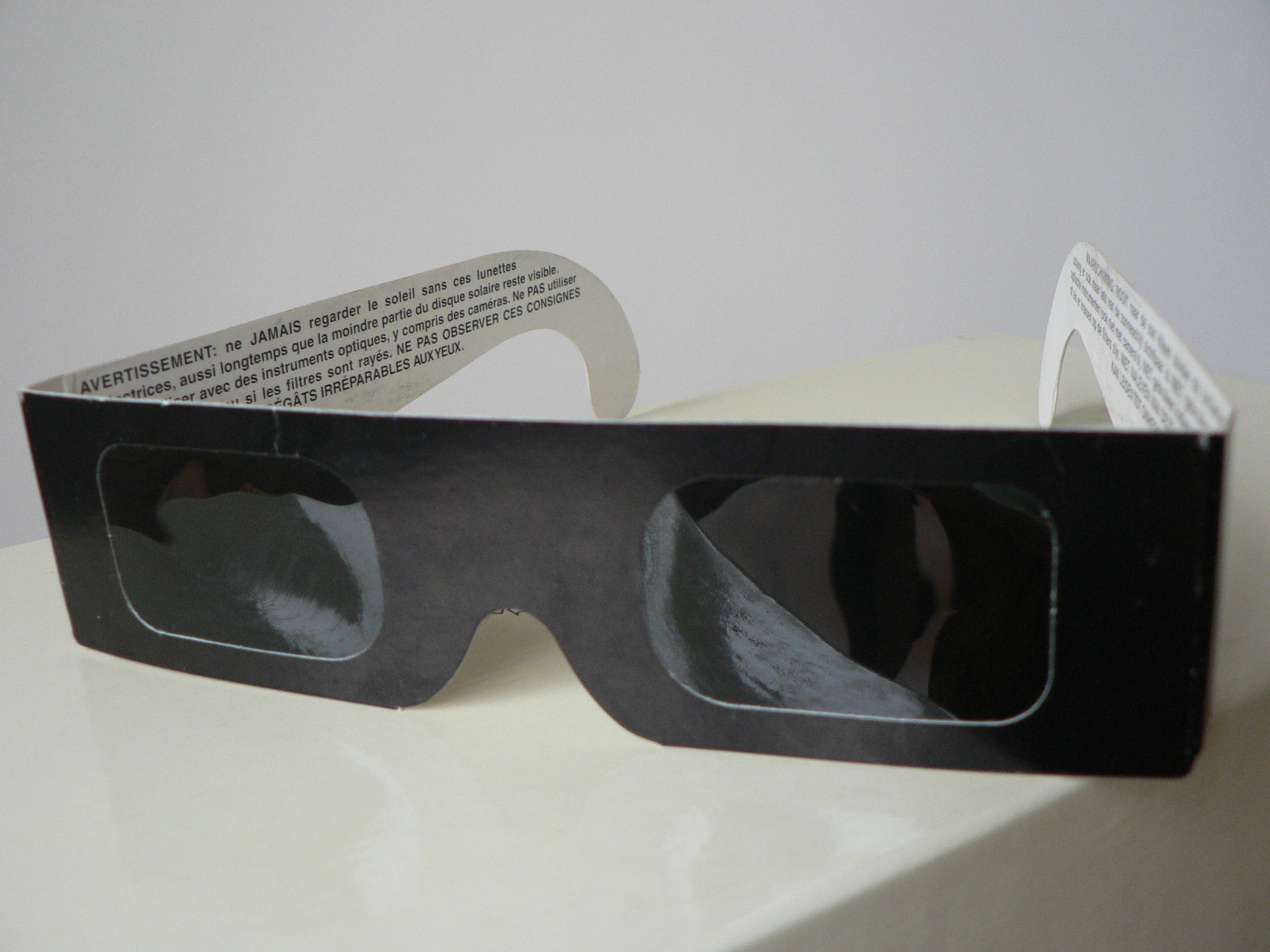
Окуляри для спостереження Сонця.

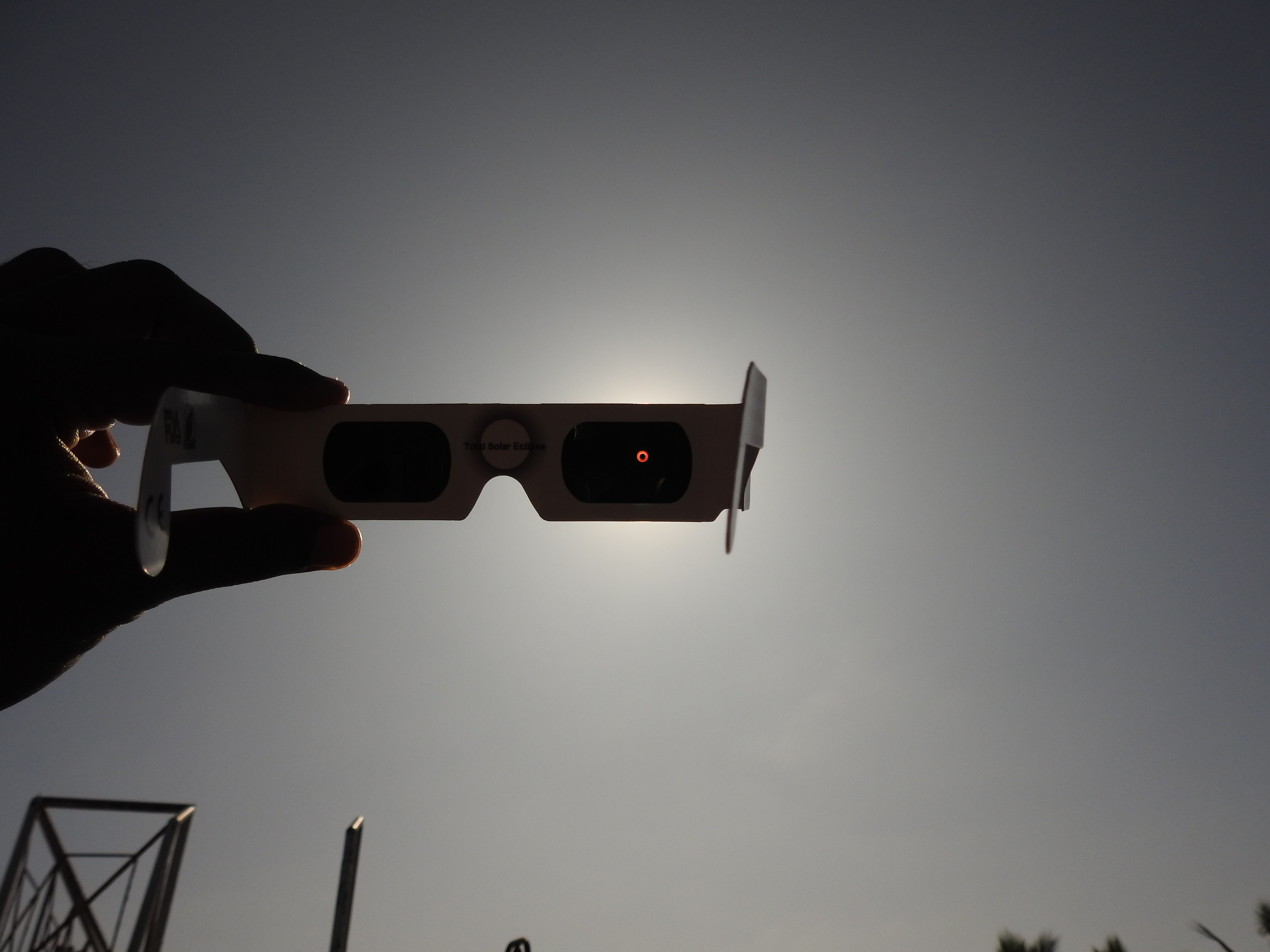
Сонячне затемнення 26 грудня 2019, видиме через окуляри для спостереження Сонця

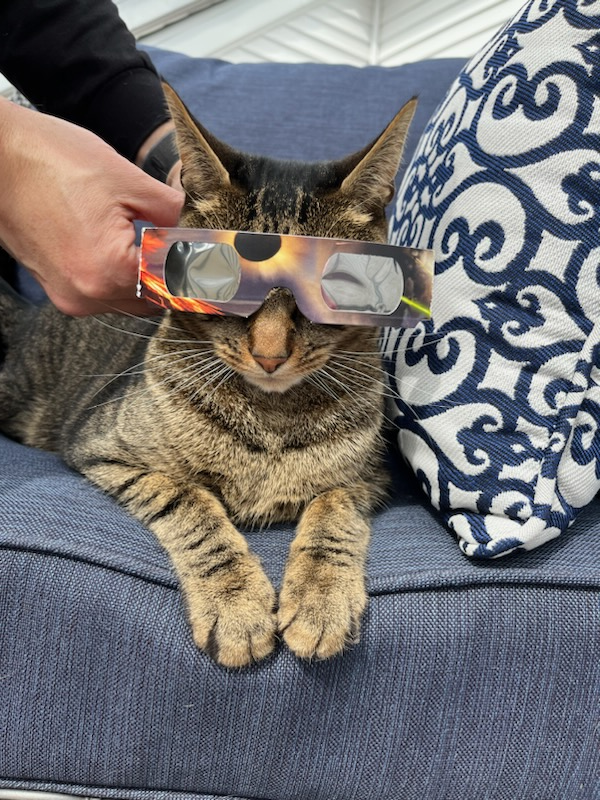
Кіт демонструє окуляри для спостереження Сонця.

Окуляри для спостереження Сонця — це спеціальні окуляри, призначені для безпосереднього спостереження за Сонцем. Звичайні сонцезахисні окуляри не здатні достатньою мірою фільтрувати шкідливе для очей випромінювання під час прямого погляду на Сонце. Окуляри для спостереження Сонця можна використовувати для безпечного спостереження за сонцем, зокрема, за затемненнями. Рекомендована оптична густина цих окулярів становить 5, тобто вони пропускають лише 1/100000 падаючого світла. Окрім блокування видимого світла, сонячні окуляри також блокують ультрафіолетові та інфрачервоні промені, які можуть пошкодити очі.

## Безпека
Згідно з Американським астрономічним товариством, для безпечного спостереження Сонця окуляри мають відповідати стандарту ISO 12312-2. Американське астрономічне товариство веде вебсторінки з детальною інформацією про безпечні засоби спостереження за Сонцем та переліком авторитетних постачальників таких окулярів. Організація застерігала від продуктів, які заявляють про сертифікацію ISO або навіть містять точний номер стандарту, але не пройшли випробування акредитованою лабораторією, або тих, що містять неповну інформацію про сертифікацію.
Окуляри для спостереження Сонця, виготовлені до 2015 року, можуть мати трирічний термін служби, після чого можуть втратити спроможність ефективно фільтрувати ультрафіолетове випромінювання та більше не повинні використовуватися. Починаючи з 2015 року, вироби, виготовлені відповідно до стандартів ISO 12312-2, можуть використовуватися необмежений час, якщо вони не пошкоджені подряпинами або розривами.
Окуляри для спостереження Сонця слід використовувати для безпечного спостереження за Сонцем під час часткових сонячних затемнень та під час часткових фаз повного сонячного затемнення, коли Місяць покриває лише частину поверхні Сонця. Лише протягом короткого періоду повного сонячного затемнення безпечно спостерігати Сонце неозброєним оком.
Ефективні окуляри для затемнення фільтрують видиме, ультрафіолетове та інфрачервоне світло. Сітківка ока не має больових рецепторів, тому пошкодження може статися непомітно для людини. Для надійного визначення безпеки окулярів для спостереження Сонця потрібен спектрофотометр та лабораторне обладнання. Але, як мінімум, користувач не повинен бачити крізь фільтр нічого, окрім Сонця, відбитого від блискучих поверхонь сонячного світла та таких інтенсивних джерел світла, як світлодіодний ліхтарик.
Іноді окуляри для спостереження Сонця неналежної якості відкликали з ринку. Так у середині серпня 2017 року Amazon відкликав та вилучив з продажу окуляри для спостереження за затемненням, які «можуть не відповідати галузевим стандартам», і повернув кошти покупцям, які їх придбали. А 8 квітня 2024 року Департамент охорони здоров'я Іллінойсу відкликав певні марки окулярів, які не відповідали стандартам безпеки. Втім несертифіковані окуляри не обов'язково є небезпечними й часто виконують свою функцію достатньо добре.